# Aeroportul Smara
Aeroportul Smara (IATA: SMW, ICAO: GMMA) este un aeroport din Maroc ce deservește zona Smara⁠(d). A fost numit după zona deservită.
Situat la o altitudine de 107 m, aeroportul dispune de o singură pistă.